# Susan Garden
Pour les articles homonymes, voir Garden.
Susan Elizabeth Garden, baronne Garden de Frognal (née Button, le 22 février 1944), est une femme politique libérale démocrate britannique et membre de la Chambre des lords. 

## Biographie
Elle étudie à la Westonbirt School, avant de poursuivre ses études au St Hilda's College à Oxford.
Elle est candidate parlementaire libérale démocrate pour Finchley et Golders Green à Londres) en 2005 , et depuis 2007 elle est pair à vie titrée baronne Garden de Frognal, de Hampstead dans le London Borough of Camden .
Lady Garden est whip du gouvernement et porte-parole du Département du numérique, de la Culture, des médias et des sports, du Département des affaires, de l'innovation et des compétences et du Département de l'éducation (Enseignement supérieur) .
Elle épouse en 1965 Timothy Garden, puis maréchal de l'air le baron Garden, qui est décédé le 9 août 2007, dont elle a deux filles.

## Distinctions honorifiques
- Baronne à vie (2007)
- Conseillère privé (2015)
  - Hon. FCIL (2012).